# فاروق (اسم)
فاروق اسم علم مذكر عربي 
معناه الذي يميز بين الحق والباطل، الفاصل، الذي يفِّرق بين الأمور. جاء في معجم جمهرة اللغة: كل شَيْء فرّق بَين شَيْئَيْنِ فَهُوَ فاروق. وهو من أسماء السيف، وهو لقب عمر بن الخطاب لأنه كان خليفة عادلاً، يفرق بين الحق والباطل.  وهو بالسريانية بمعنى المختار.

## شخصيات
- الفاروق؛ لقب عمر بن الخطاب، الخليفة الراشد الثاني.
- الملك فاروق الأول ملك مصر.